# ARM Cortex-A77
ARM Cortex-A77은 ARM 홀딩스의 오스틴 (텍사스주) 디자인 센터에서 설계한 ARMv8.2-A 64비트 명령어 집합을 구현하는 중앙 처리 장치이다. 2019년에 출시된 ARM은 이전 모델인 A76에 비해 정수 및 부동 소수점 성능이 23% 및 35% 향상되었고 메모리 대역폭이 15% 더 높다고 주장했다.

## 디자인
Cortex-A77은 Cortex-A76의 후속 모델이다. Cortex-A77은 새로운 1.5K 매크로-OP(MOPs) 캐시를 갖춘 4-wide 디코드 비순차적 슈퍼스칼라 디자인이다. 사이클당 4개의 명령과 6개의 Mop을 가져올 수 있다. 그리고 사이클당 6개의 Mop과 13개의 μop을 이름 바꾸고 디스패치할 수 있다. 비순차적 윈도우 크기는 160개 항목으로 증가했다. 백엔드는 Cortex-A76보다 50% 증가한 12개의 실행 포트이다. 13단계의 파이프라인 깊이와 10단계의 실행 지연 시간을 갖는다.
정수 클러스터에는 6개의 파이프라인이 있으며, 이는 Cortex-A76보다 2개의 정수 파이프라인이 추가된 것이다. Cortex-A76에서 변경된 사항 중 하나는 이슈 큐의 통합이다. 이전에는 각 파이프라인에 자체 이슈 큐가 있었다. Cortex-A77에는 이제 단일 통합 이슈 큐가 있어 효율성이 향상된다. Cortex-A77은 일반적으로 1사이클 단순 산술 연산과 일부 2사이클 복잡한 연산을 수행하는 새로운 네 번째 일반 산술 ALU를 추가했다. 총 3개의 단순 ALU가 산술 및 논리 데이터 처리 연산을 수행하며, 네 번째 포트는 복잡한 산술(예: MAC, DIV)을 지원한다. Cortex-A77은 또한 두 번째 분기 ALU를 추가하여 분기 처리량을 두 배로 늘렸다.
두 개의 ASIMD/FP 실행 파이프라인이 있다. 이는 Cortex-A76과 동일하다. 변경된 것은 이슈 큐이다. 정수 클러스터와 마찬가지로 ASIMD 클러스터는 이제 두 파이프라인에 대해 통합된 이슈 큐를 특징으로 하여 효율성을 향상시킨다. Cortex-A76과 마찬가지로 Cortex-A77의 ASIMD는 모두 128비트 너비로 2개의 배정밀도 연산, 4개의 단정밀도 연산, 8개의 반정밀도 연산 또는 16개의 8비트 정수 연산을 수행할 수 있다. 이러한 파이프라인은 확장이 지원되는 경우 암호화 명령도 실행할 수 있다(기본적으로 제공되지 않으며 Arm의 추가 라이센스가 필요하다). Cortex-A77은 암호화 연산의 처리량을 향상시키기 위해 두 번째 AES 단위를 추가했다.
더 큰 ROB, 최대 160개 항목(128개에서 증가), 새로운 L0 MOP 캐시 추가, 최대 1536개 항목.
이 코어는 비특권 32비트 애플리케이션을 지원하지만, 특권 애플리케이션은 64비트 ARMv8-A ISA를 사용해야 한다. 또한 로드 획득(LDAPR) 명령(ARMv8.3-A), 점곱 명령(ARMv8.4-A), 및 PSTATE 투기적 저장 우회 안전(SSBS) 비트 명령(ARMv8.5-A)을 지원한다.
Cortex-A77은 ARM의 DynamIQ 기술을 지원하며, Cortex-A55 전력 효율 코어와 함께 고성능 코어로 사용될 것으로 예상된다.

## ARM Cortex-A76와 비교한 아키텍처 변경 사항
- 프론트엔드[5][6]
  - 분기 예측
    - 정확도 향상
    - 최대 64B 런어헤드 윈도우 (32B에서)
    - L1 BRB 용량 증가, 최대 64개 항목 (16개 항목에서)
    - BTB 용량 증가, 최대 8K개 항목 (6K개 항목에서)

  - 향상된 프리페처
  - 새로운 L0 매크로-op 캐시 추가
  - 더 넓은 명령어 인출, 사이클당 최대 6개 명령 (사이클당 4개 명령에서)
- 실행 엔진
  - 더 넓은 명령어 인출, 사이클당 최대 6개 명령 (사이클당 4개 명령에서)
  - 더 큰 재정렬 버퍼, 최대 160개 항목 (128개 항목에서)
  - 더 넓은 디스패치, 최대 10방향 (8방향에서)
  - 더 넓은 이슈, 최대 12방향 (8방향에서)
    - 실행 장치
      - 새로운 정수 ALU 장치 및 포트
      - 새로운 분기 장치 및 포트
      - 새로운 전용 저장 데이터 포트
      - 새로운 AES 장치 추가

## 라이선스
Cortex-A77은 라이선스 사용자에게 SIP 코어로 제공되며, 다른 SIP 코어(예: GPU, 디스플레이 컨트롤러, DSP, 이미지 프로세서 등)와 하나의 다이에 통합되어 시스템 온 칩(SoC)을 구성하는 데 적합하도록 설계되었다.

## 사용
삼성 엑시노스 980은 Cortex-A77 마이크로아키텍처를 사용한 최초의 SoC로 2019년 9월에 소개되었다. 이후 2020년 5월에는 하위 모델인 엑시노스 880이 출시되었다. 미디어텍 디멘시티 1000, 1000L 및 1000+ SoC 또한 Cortex-A77 마이크로아키텍처를 활용한다. 크라이오 585, 크라이오 570, 크라이오 560이라는 이름의 파생 모델은 각각 스냅드래곤 865, 스냅드래곤 750G, 스냅드래곤 690에 사용된다. 하이실리콘은 기린 9000 시리즈에서 두 가지 다른 주파수의 Cortex-A77을 사용한다.
선행 모델(Cortex-A76)과 후속 모델(Cortex-A78) 모두 분할 잠금(Split-Lock) 기능을 갖춘 자동차 변형(Cortex-A76AE 및 Cortex-A78AE)이 있었지만, Cortex-A77은 그러한 변형이 없어 보안에 중요한 애플리케이션에는 사용되지 않았다.

## 같이 보기
- ARM Cortex-A76, 선행 모델
- ARM Cortex-A78, 후속 모델
- ARMv8-A 코어 비교, ARMv8 계열